# Leichtathletik-Europameisterschaften 1938/Kugelstoßen der Frauen

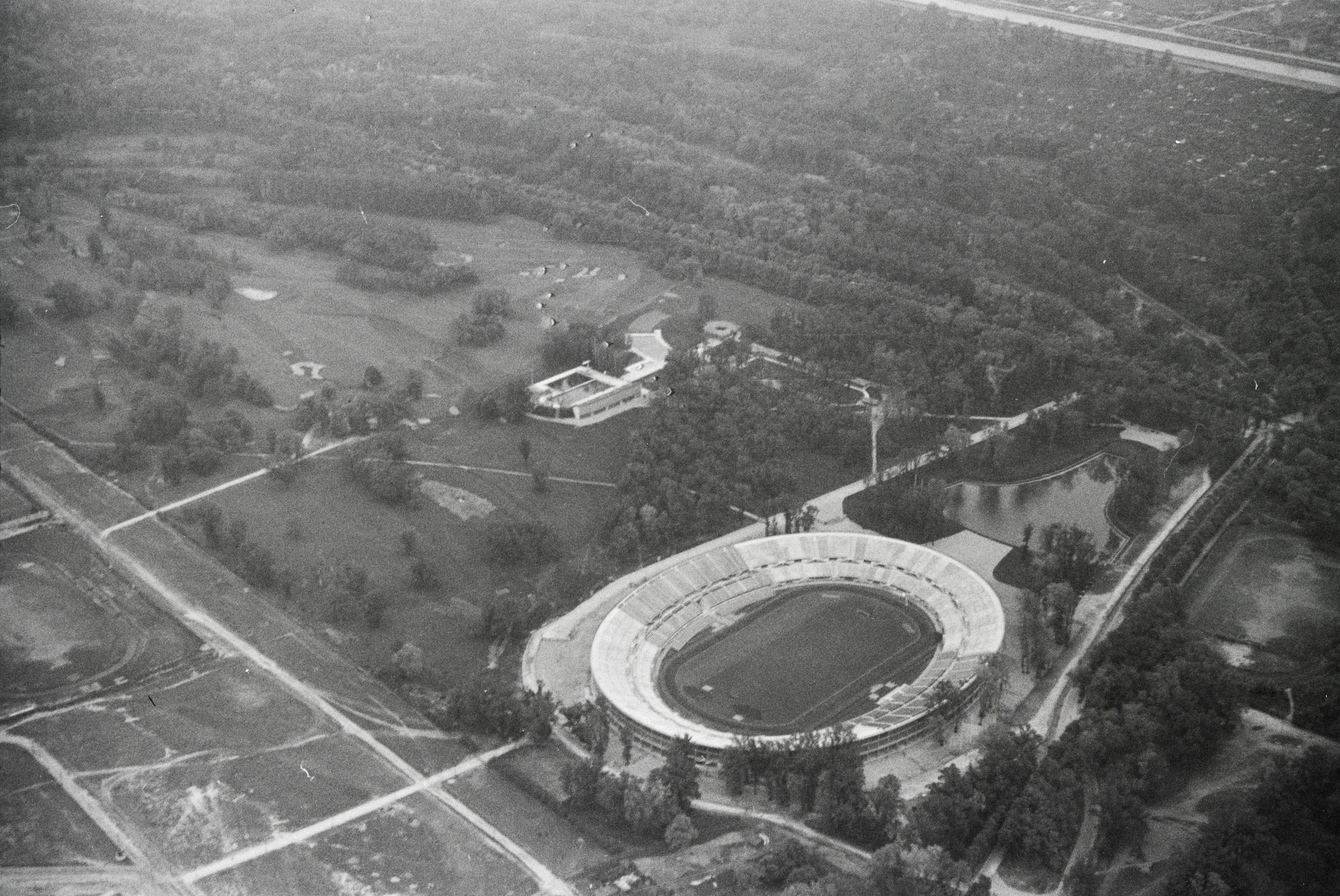
Praterstadion auf einer Luftaufnahme 1932

Das Kugelstoßen der Frauen bei den Leichtathletik-Europameisterschaften 1938 wurde am 17. September 1938 im Wiener Praterstadion ausgetragen.
In dieser Disziplin errangen zwei Athletinnen aus dem Deutschen Reich einen Doppelsieg. Europameisterin wurde Hermine Schröder. Den zweiten Platz belegte Gisela Mauermayer. Die Polin Wanda Flakowicz gewann die Bronzemedaille.

## Rekorde

### Bestehende Rekorde
| Weltrekord           | 14,38 m                                             | Gisela Mauermayer                                   | Warschau, Polen                                     | 15. Juli 1934                                       |
| Europarekord         | 14,38 m                                             | Gisela Mauermayer                                   | Warschau, Polen                                     | 15. Juli 1934                                       |
| Meisterschaftsrekord | Einen Europameisterschaftsrekord gab es noch nicht. | Einen Europameisterschaftsrekord gab es noch nicht. | Einen Europameisterschaftsrekord gab es noch nicht. | Einen Europameisterschaftsrekord gab es noch nicht. |

### Erster Europameisterschaftsrekord
Die deutsche Europameisterin Hermine Schröder stellte im Wettbewerb am 17. September mit 13,29 m den bis 1946 gültigen Meisterschaftsrekord auf. Damit blieb sie 1,09 m unter dem Welt- und Europarekord.

## Durchführung
In den Quellenangaben (europäischer Leichtathletikverband EAA sowie bei todor66) mit dem Kugelstoß-Resultat findet sich nur jeweils eine Ergebnisliste mit dem Finalresultat für alle Teilnehmerinnen. Demnach sind alle zwölf Kugelstoßerinnen gemeinsam in einer Gruppe zum Finale angetreten. Wie viele Versuche den Athletinnen zur Verfügung standen und ob es nach der dritten Runde, wie damals zum Beispiel bei Olympischen Spielen üblich, mit den besten sechs Teilnehmerinnen in ein Finale mit drei weiteren Durchgängen ging, wird nicht klar.
Bei den Olympischen Spielen in dieser Zeit war es in den technischen Disziplinen übliche Praxis, zunächst am Morgen des Wettkampftages eine Qualifikationsrunde durchzuführen, wenn die Zahl der Teilnehmerinnen nicht zu gering war. Diese Vorausscheidung wurde in zwei Gruppen ausgetragen. Das Finale fand dann mit den dafür qualifizierten Sportlerinnen in aller Regel am Nachmittag desselben Tages statt.

## Finale

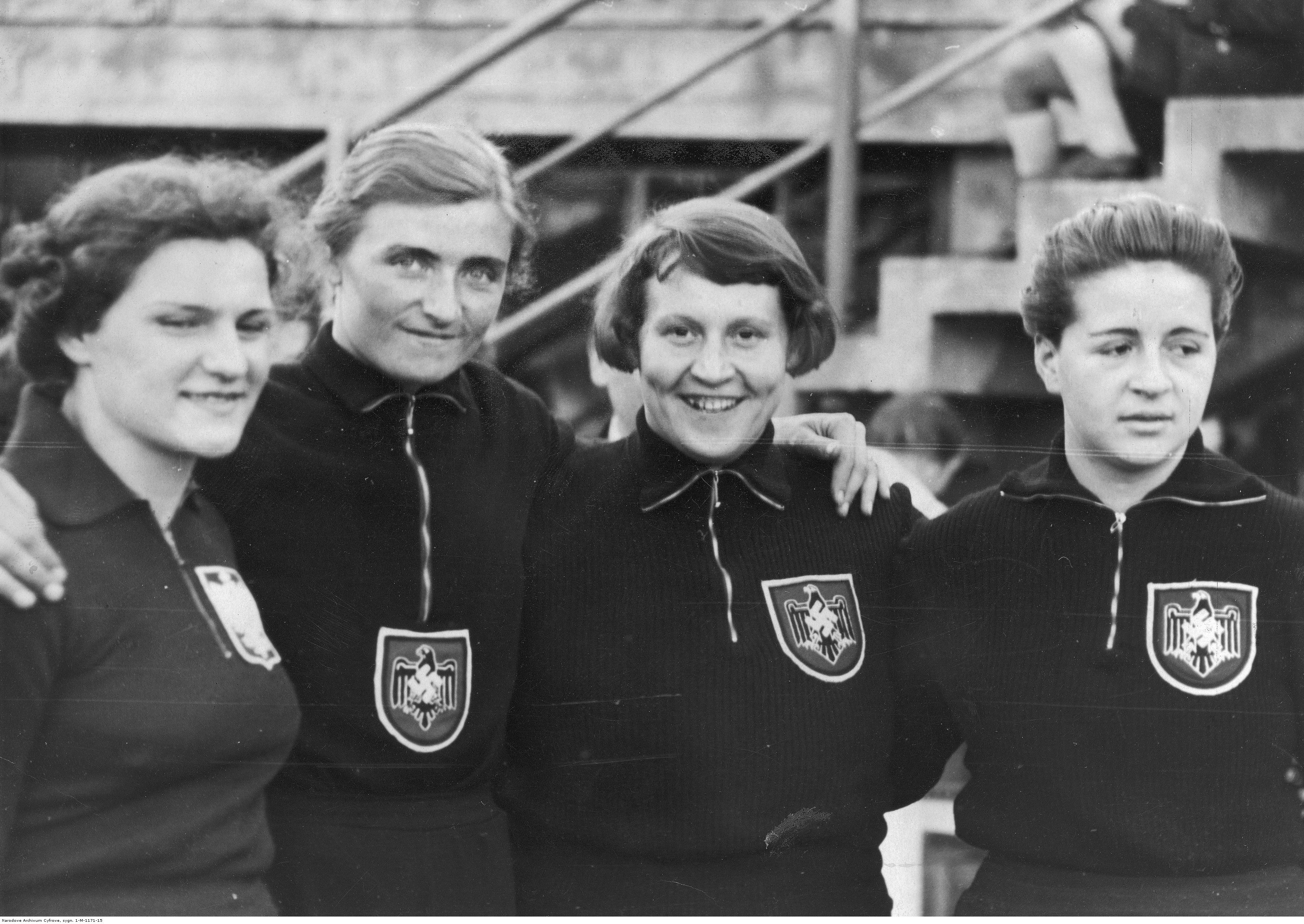
Die vier erstplatzierten Athletinnen des Kugelstoßens (v. l. n. r.): Wanda Flakowicz, Gisela Mauermayer, Hermine Schröder, Helma Wessel
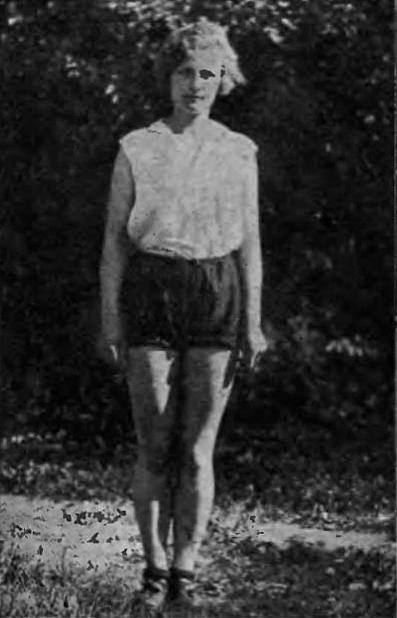
Genowefa Cejzik erreichte Platz sieben, im Diskuswurf belegte sie am nächsten Tag Rang fünf

17. September 1938
| Platz | Name                 | Nation             | Weite (m) |
| ----- | -------------------- | ------------------ | --------- |
| 1     | Hermine Schröder     | Deutsches Reich    | 13,29 CR  |
| 2     | Gisela Mauermayer    | Deutsches Reich    | 13,27     |
| 3     | Wanda Flakowicz      | Polen              | 12,55     |
| 4     | Helma Wessel         | Deutsches Reich    | 12,55     |
| 5     | Bevis Reid           | Großbritannien     | 12,10     |
| 6     | Pūce Aldzere-Lavīze  | Lettland           | 11,70     |
| 7     | Genowefa Cejzik      | Polen              | 11,68     |
| 8     | Irja Lipasti         | Finnland           | 11,64     |
| 9     | Amelia Piccinini     | Königreich Italien | 11,30     |
| 10    | Britta Awall         | Schweden           | 10,96     |
| 11    | Ans Niesink          | Niederlande        | 10,66     |
| 12    | Kathleen Dyer-Tilley | Großbritannien     | 10,49     |